# اسب هرینگتون
اسب هرینگتون (نام علمی: Haringtonhippus) یک سرده منقرض‌شده از اسبیان پابلند از دوران پلیستوسن آمریکای شمالی است که برای نخستین بار در سال ۲۰۱۷ توصیف شد. این سرده تک‌گونه است و متشکل از گونه H. francisci است که در ابتدا در سال ۱۹۱۵ توسط الیور پری هی با نام Equus francisci توصیف شده بود. پیش از توصیف رسمی آن، گاهی اوقات به عنوان اسب پابلند جهان جدید شناخته می‌شد.